# Hetaeria baeuerlenii
Hetaeria baeuerlenii är en orkidéart som beskrevs av Rudolf Schlechter. Hetaeria baeuerlenii ingår i släktet Hetaeria och familjen orkidéer. Inga underarter finns listade i Catalogue of Life.